# Вилки (Ивано-Франковская область)
Вилки (укр. Вилки) — село в Верхнянской сельской общине Калушского района Ивано-Франковской области Украины.
Население по переписи 2001 года составляло 103 человека. Занимает площадь 2,04 км². Почтовый индекс — 77321. Телефонный код — 03472.